# 弓削神社 (熊本市)
弓削神社（ゆげじんじゃ）は熊本県熊本市にある神社。白川右岸の龍田町弓削に鎮座するが、対岸の上弓削神社とともに弓削神社と総称される場合もある。「ホウオウさん」と通称され、弓削神宮とも称する。
川を挟んで二座の弓削神社が鎮座する形式は、当社以外にも八尾市の弓削神社（長瀬川）、久留米市の弓削神社（筑後川）等があるが、関連は不明である。

## 祭神
孝謙天皇を祀るが、当地では「お藤姫」と称したという。下髪開胸木刻の女神坐像を神体とするが、これは明治45年（1912年）に火災に遭って焼失した神体を新しく彫像したもの。
浮気封じや夫婦和合、子授けの他、五穀豊穣に神徳ありと伝えられ、祈願の際には木彫りの男女の性器を献じる風習がある。

## 歴史
天正年間（16世紀後葉）に薩摩国島津氏の家臣である川上忠堅、新納忠元の両将に焼き討ちされ、社殿の焼失、社宝や記録の紛失をみた為に不明である。
近世には宝王大明神や法皇大明神社と称された。有住某、有任某という両人が神体を守護して勧請したのに創まるとも、後白河天皇の時代（12世紀後半）の創祀とも伝えられ、宮崎八太夫という者が最初の御付人であったともいう。
明治45年に社殿を焼失しているが、その原因は当神社に祈願成就の礼として男根を納める風習があり、その奉納物が床下に充満していた為に、明治末期（20世紀初頭）に警察が風俗壊乱を理由に全て焼き捨てた為であるとの口碑があり、村内にも火災が多発していたという。焼失の翌大正2年（1913年）に再興したが、奉納物は別棟を設けてそこへ納める事にしている。

## 祭祀・信仰
近世には9月19日が祭日で、明治の改暦で10月19日とされ、明治中期（19世紀末葉）には7年に一度と改められたが、現在は10月17日に例祭が斎行される。往時は神社の西の締竹という河原まで神幸が行われるとともに、祭日には古閑組が注連縄を張る例であったという。
参道脇に目通り幹周4.5メートルに及ぶ大銀杏が立つが、この木の巻貝は子どもの夜泣き封じに効験ありと伝える。また上述性器を奉納する風習に関しては、浮気封じを祈願する際にそれに多数の釘を打ち込むものも多いという。

## 関連図書
- 鈴木喬『熊本の神社と寺院』熊本日日新聞社、昭和55年、28-29頁
- 『角川日本地名大辞典 43熊本県』角川書店、昭和62年、1122頁